# دیود تونلی

نماد دیود تونلی

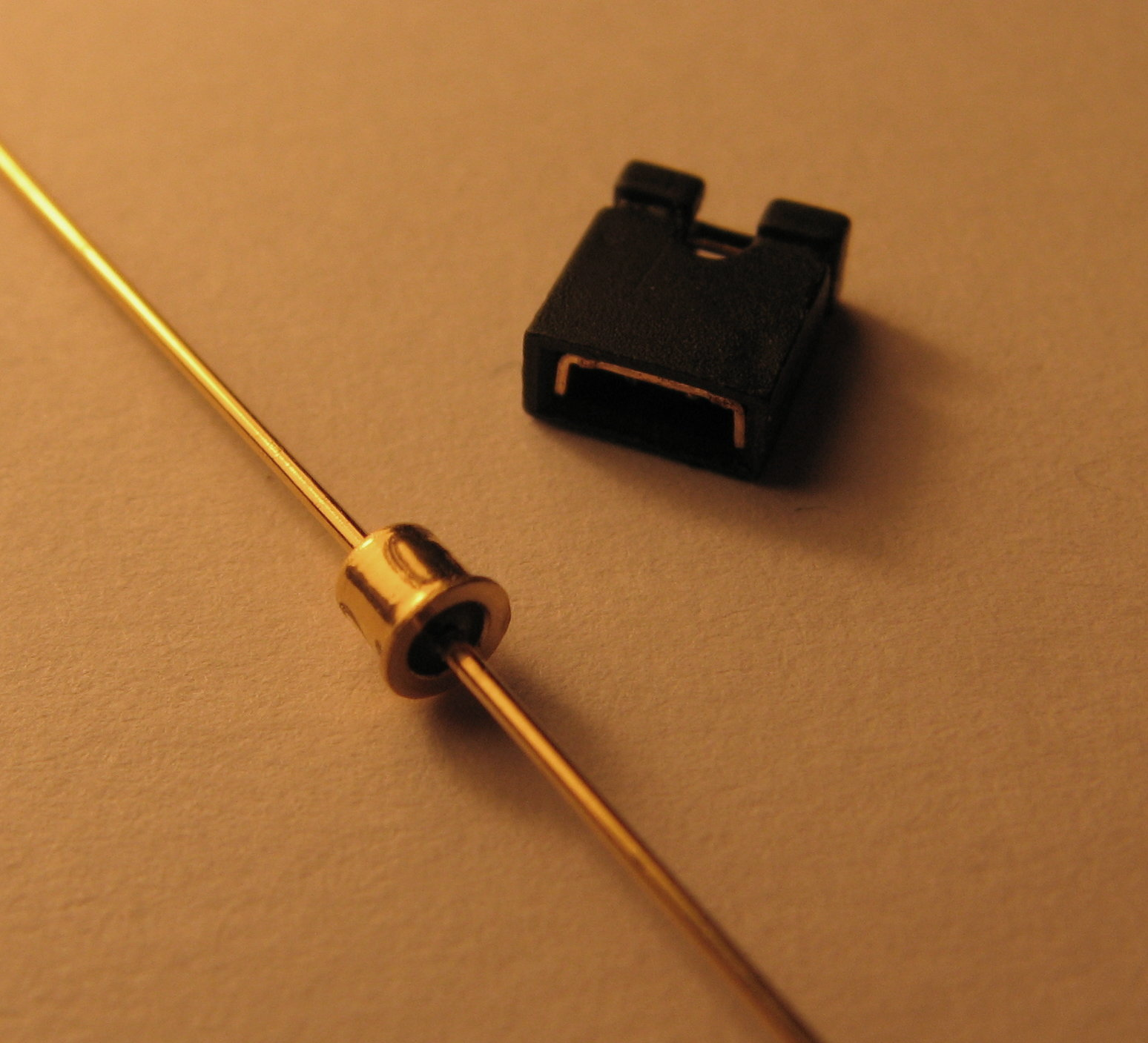
دیود تونلی 1N3716

دیود تونلی یک نوع دیود است که قابلیت عملکرد بسیار سریع در حد فرکانس‌های ریزموج را داراست. این دیود بر پایهٔ اثر تونل‌زنی کوانتومی در مکانیک کوانتومی کار می‌کند.
دیودهای تونلی کاربردهای خود به را تا حد زیادی به FETها داده‌اند. با وجود اینکه دیودهای تونلی همچنان در مدارهای آشکارساز کاربرد گسترده‌ای دارند، ولی در زمینهٔ تقویت‌کنندگی که نیاز به خطی بودن مشخصه است، تکنولوژی‌های جایگزینی مثل گالیم آرسنید و سیلیکون–ژرمانیوم گسترش بیشتری یافته‌اند.